# Sigurnosna kopija
Sigurnosna kopija (eng. backup, još i pričuvna kopija, rezervna kopija, sigurnosna preslika, sigurnosni duplikat) jest kopija podataka koja se izrađuje u svrhu osiguranja u slučaju oštećenja ili gubljenja izvornih podataka. Podaci mogu biti datoteke ili/i programi. Sigurnosne kopije podataka mogu sadržavati mediji kao što su optički disk i magnetska traka. 